# Linda M. Deane
Linda M. Deane là một nhà văn và biên tập viên người Anh sống ở Barbados.
Là con gái của cha mẹ Barbados, cô đã nhận được hầu hết giáo dục trung học ở Anh  và lấy bằng Cử nhân về Nghiên cứu Hoa Kỳ so sánh từ Đại học Warwick. Cô đã làm việc như một nhà báo ở Barbados, Vương quốc Anh và Hoa Kỳ. Cô làm việc như một gia sư ở cấp tiểu học để viết sáng tạo. Cô là một thành viên sáng lập của Nhà văn Ink Barbados.
Deane là đồng biên tập với Robert Edison Sandiford của tuyển tập Những tiếng hét từ Outfield: The ArtsEtc Cricket Anthology. Tác phẩm của cô đã xuất hiện trên nhiều ấn phẩm khác nhau, bao gồm Poui, Nhà văn Caribbean và Bim: Nghệ thuật cho thế kỷ 21 và trong tuyển tập Sự hiểu biết giữa Cáo và Ánh sáng. Cô cũng viết cho trẻ em.
Năm 2006, cô nhận được giải nhất trong cuộc thi văn chương Frank Collymore, đồng thời nhận giải thưởng của Thủ tướng, cho tập thơ của cô Cut Road Blues: A Narrative.